# Siarhiej Czernik
Siarhiej Wiktarawicz Czernik (biał. Сяргей Віктаравіч Чэрнік, ur. 5 marca 1988 w Grodnie) – białoruski piłkarz grający na pozycji bramkarza. Od 2016 jest zawodnikiem klubu AS Nancy.

## Kariera klubowa
Swoją karierę piłkarską Czernik rozpoczął w klubie Nioman Grodno w 2005 roku. W 2010 roku awansował do pierwszego zespołu Niomana. 23 czerwca 2010 zadebiutował w pierwszej lidze białoruskiej w przegranym 0:4 wyjazdowym meczu z Dynamem Brześć. Od czasu debiutu był podstawowym bramkarzem Niomana, w którym grał do końca 2013 roku. W maju 2011 wystąpił w finale Pucharu Białorusi, przegranym przez Nioman 0:2 z FK Homel.
Na początku 2014 roku Czernik przeszedł do BATE Borysów. Swój debiut w BATE zaliczył 5 kwietnia 2014 w zwycięskim 1:0 domowym meczu z FK Mińsk. W sezonie 2014 wywalczył mistrzostwo Białorusi, a na początku 2015 zdobył Superpuchar Białorusi. W 2015 i 2016 roku został mistrzem kraju z BATE. W 2015 roku sięgnął też po krajowy puchar.
Latem 2016 Czernik został zawodnikiem AS Nancy. Zadebiutował w nim 4 grudnia 2016 w przegranym 0:3 wyjazdowym meczu z Olympique Marsylia.
| Sezon   | Klub          | Kraj     | Rozgrywki        | Mecze | Bramki |
| ------- | ------------- | -------- | ---------------- | ----- | ------ |
| 2010    | Nioman Grodno | Białoruś | Wyszejszaja liha | 15    | 0      |
| 2011    | Nioman Grodno | Białoruś | Wyszejszaja liha | 23    | 0      |
| 2012    | Nioman Grodno | Białoruś | Wyszejszaja liha | 29    | 0      |
| 2013    | Nioman Grodno | Białoruś | Wyszejszaja liha | 31    | 0      |
| 2014    | BATE Borysów  | Białoruś | Wyszejszaja liha | 29    | 0      |
| 2015    | BATE Borysów  | Białoruś | Wyszejszaja liha | 24    | 0      |
| 2016    | BATE Borysów  | Białoruś | Wyszejszaja liha | 12    | 0      |
| 2016/17 | AS Nancy      | Francja  | Ligue 1          |       |        |

## Kariera reprezentacyjna
W reprezentacji Białorusi Czernik zadebiutował 15 listopada 2013 w zremisowanym 0:0 towarzyskim meczu z Albanią, rozegranym w Antalyi.